# Pont des Boulangers

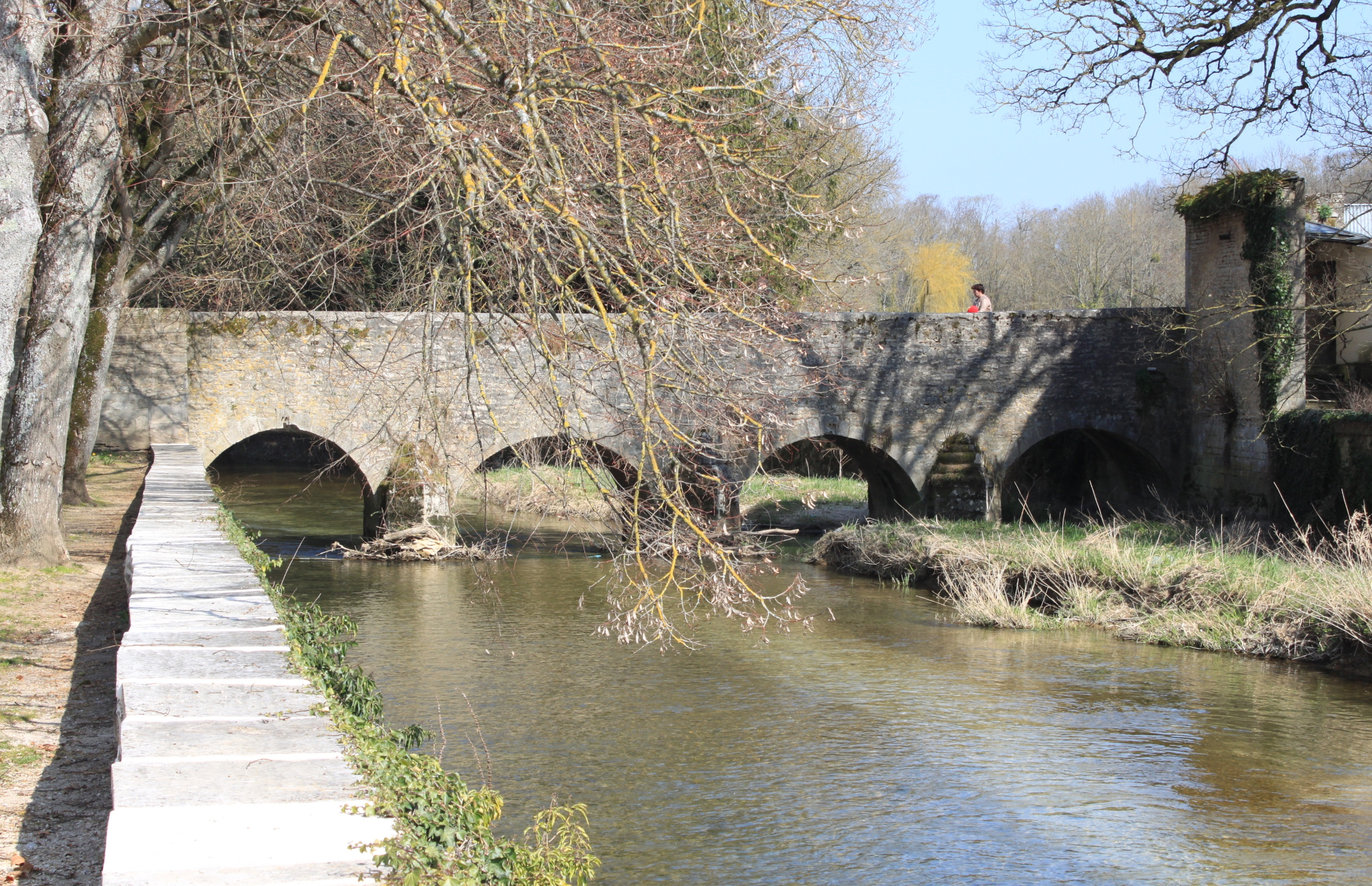
Pont des Boulangers

Der Pont des Boulangers ist eine Bogenbrücke aus dem 16. Jahrhundert, die über die Seine in der französischen Stadt Châtillon-sur-Seine führt. Sie ist seit 1928 im Denkmalverzeichnis als Monument historique eingetragen.
Die Brücke befindet sich östlich der Altstadt und führt über den nördlichen Arm auf eine von der Seine gebildeten Insel. Über die Allée des Boulangers gelangt man zum Pont Saint-Barthélémy, der den südlichen Arm überspannt.

## Geschichte
Der Pont des Boulangers wurde Ende des 16. Jahrhunderts erbaut, um der Mauer des Stadtteils Rue des Ponts eine Überführung der Seine zu ermöglichen: die Bürger hatten auf einer Generalversammlung vom 24. und 25. Juni 1596 die Errichtung dieser Befestigungsmauer beschlossen, die die Mauern der beiden Stadtteile Bourg und Chaumont verbinden sollte. Der ursprüngliche Name dieser Brücke – Pont des Grandes Grilles – geht auf die Wehrgitter zurück, die die Brückenbögen einst verschlossen haben.
1641 zerstörte eine Überschwemmung die Brücke teilweise. Am 1. Februar 1833 legte der in Châtillon ansässige Architekt Simon Tridon einen Plan zur Instandsetzung und Verbreiterung der Brücke vor, die Arbeiten dazu wurden in den Jahren 1833 und 1834 durchgeführt.